# TFDP2
TFDP2 (англ. Transcription factor Dp-2) – білок, який кодується однойменним геном, розташованим у людей на короткому плечі 3-ї хромосоми.  Довжина поліпептидного ланцюга білка становить 446 амінокислот, а молекулярна маса — 49 236.
| 10         |  | 20         |  | 30         |  | 40         |  | 50         |
| ---------- |  | ---------- |  | ---------- |  | ---------- |  | ---------- |
| MTAKNVGLTS |  | TNAEVRGFID |  | QNLSPTKGNI |  | SFVAFPVSNT |  | NSPTKILPKT |
| LGPINVNVGP |  | QMIISTPQRL |  | TSSGSVLIGS |  | PYTPAPAMVT |  | QTHIAEATGW |
| VPGDRKRARK |  | FIDSDFSESK |  | RSKKGDKNGK |  | GLRHFSMKVC |  | EKVQRKGTTS |
| YNEVADELVS |  | EFTNSNNHLA |  | ADSAYDQKNI |  | RRRVYDALNV |  | LMAMNIISKE |
| KKEIKWIGLP |  | TNSAQECQNL |  | EIEKQRRIER |  | IKQKRAQLQE |  | LLLQQIAFKN |
| LVQRNRQNEQ |  | QNQGPPALNS |  | TIQLPFIIIN |  | TSRKTVIDCS |  | ISSDKFEYLF |
| NFDNTFEIHD |  | DIEVLKRMGM |  | SFGLESGKCS |  | LEDLKLAKSL |  | VPKALEGYIT |
| DISTGPSWLN |  | QGLLLNSTQS |  | VSNLDLTTGA |  | TLPQSSVNQG |  | LCLDAEVALA |
| TGQFLAPNSH |  | QSSSAASHCS |  | ESRGETPCSF |  | NDEDEEDDEE |  | DSSSPE     |

A: Аланін

C: Цистеїн

D: Аспарагінова кислота

E: Глутамінова кислота

F: Фенілаланін

G: Гліцин

H: Гістидин

I: Ізолейцин

K: Лізин

L: Лейцин

M: Метіонін

N: Аспарагін

P: Пролін

Q: Глутамін

R: Аргінін

S: Серин

T: Треонін

V: Валін

W: Триптофан

Кодований геном білок за функціями належить до активаторів, фосфопротеїнів. 
Задіяний у таких біологічних процесах як транскрипція, регуляція транскрипції, клітинний цикл, поліморфізм, ацетиляція, альтернативний сплайсинг. 
Білок має сайт для зв'язування з ДНК. 
Локалізований у ядрі.